# Anshel Brusilow
Anshel Brusilow (* 14. August 1928 in Philadelphia, Pennsylvania; † 15. Januar 2018) war ein US-amerikanischer Violinist und Dirigent. Er war zunächst als Konzertmeister u. a. bei dem Cleveland Orchestra und dem Philadelphia Orchestra tätig. Von 1970 bis 1973 wirkte er als Dirigent beim Dallas Symphony Orchestra. Danach leitete er die Orchesterstudien an der North Texas State University und der Southern Methodist University.

## Leben
Brusilow wurde 1928 als Sohn ukrainisch-jüdischer Einwanderer in Philadelphia geboren. Mit fünf Jahren erhielt er seinen ersten Violinunterricht bei William Happich, später wurde er von seinem Vater unterrichtet. Im Alter von elf Jahren nahm er ein Violinstudium (1939–1943) bei Efrem Zimbalist am Curtis Institute of Music in Philadelphia auf. Danach studierte er beim Geiger Jani Szántó an der Philadelphia Musical Academy (Diplom 1947). Mit sechzehn Jahren (1944) wurde er jüngster Dirigierschüler von Pierre Monteux.
1944 debütierte er als Solist mit dem Philadelphia Orchestra unter Eugene Ormandy. Später trat er auch mit den Orchestern von Chicago, San Francisco, New York und Boston auf. 1949 erreichte er den vierten Platz beim Long-Thibaud-Crespin-Wettbewerb. 1951 verantwortete er die Uraufführung von Yardumians Violinkonzert. 1954/55 war er Konzertmeister und stellvertretender Dirigent bei der New Orleans Symphony unter Alexander Hilsberg. 1955 wurde er stellvertretender Konzertmeister beim Cleveland Orchestra unter George Szell. Von 1959 bis 1966 wechselte er als Konzertmeister zum Philadelphia Orchestra unter Eugene Ormandy. Er spielte u. a. Vivaldis Die vier Jahreszeiten, Rimski-Korsakows Scheherazade und Strauss’ Ein Heldenleben ein. Brusilow spielte bis 1968 auf einer 1743er Guarnerius del Gesu.
1961 gründete er das Chamber Orchestra of Philadelphia, das er bis 1965 dirigierte. Von 1966 bis 1968 war er Leiter des Chamber Symphony of Philadelphia, mit der er mehrere Schallplatten bei RCA Victor aufnahm. 1970/71 war er Hausdirigent und von 1971 bis 1973 Geschäftsführer und Dirigent des Dallas Symphony Orchestra. Er führte das Orchester erstmals nach Süd- und Mittelamerika. Außerdem initiierte er die Popreihe Dallasound, bei der das Orchester mit Bill Holcombe kooperierte. Von 1992 bis 2012 war er Musikdirektor und Dirigent des Richardson Symphony Orchestra in Texas.
Brusilow war Orchesterstudienleiter am College of Music der North Texas State University (später University of North Texas) in Denton (1973–1982 und 1989–2008). Dort baute er auch das UNT Chamber Orchestra auf. Von 1982 bis 1989 war er Orchesterstudienleiter an der Southern Methodist University in Dallas.
Er war Mitglied der Musikerverbindung Delta Omicron. Brusilow war verheiratet und Vater von drei Kindern.
Zu seinen Ehren wurde 2009 mit einem Stiftungskapital von 1 Million Dollar der Lehrstuhl Anshel Brusilow Chair in Orchestral Conducting gestiftet.

## Schriften (Auswahl)
- Mit Robin Underdahl: Shoot the Conductor: Too Close to Monteux, Szell, and Ormandy. University of North Texas Press, Denton 2015, ISBN 978-1-57441-613-8.